# La Porte
La Porte ist eine Stadt im Harris County im US-Bundesstaat Texas in den Vereinigten Staaten. Das U.S. Census Bureau hat bei der Volkszählung 2020 eine Einwohnerzahl von 35.124 ermittelt.

## Geographie
Die Stadt liegt im Südosten von Texas an der Trinity Bay, einer Ausbuchtung der Galveston Bay, ist rund 43 Kilometer vom Golf von Mexiko entfernt und hat eine Gesamtfläche von 51,7 km², wovon 2,6 km² Wasserfläche ist.

## Geschichte
La Porte ist bekannt als Austragungsort der Schlacht von San Jacinto am 21. April 1836 – ein entscheidender texanischer Sieg in der Auseinandersetzung zwischen der Republik Texas und Mexiko während der Texanischen Revolution, die Texas die Unabhängigkeit brachte.

## Demografische Daten
Nach der Volkszählung im Jahr 2000 lebten hier 31.880 Menschen in 10.928 Haushalten und 8.578 Familien. Die Bevölkerungsdichte betrug 649,9 Einwohner pro km². Ethnisch betrachtet setzte sich die Bevölkerung zusammen aus 81,39 % weißer Bevölkerung, 6,25 % Afroamerikanern, 0,48 % amerikanischen Ureinwohnern, 1,13 % Asiaten, 0,08 % Bewohnern aus dem pazifischen Inselraum und 8,52 % aus anderen ethnischen Gruppen. Etwa 2,15 % waren gemischter Abstammung und 20,45 % der Bevölkerung waren spanischer oder lateinamerikanischer Abstammung.
Von den 10.928 Haushalten hatten 43,2 % Kinder unter 18 Jahre, die im Haushalt lebten. 62,8 % davon waren verheiratete, zusammenlebende Paare. 11,4 % waren allein erziehende Mütter und 21,5 % waren keine Familien. 17,4 % aller Haushalte waren Singlehaushalte und in 4,6 % lebten Menschen, die 65 Jahre oder älter waren. Die Durchschnittshaushaltsgröße betrug 2,90 und die durchschnittliche Größe einer Familie belief sich auf 3,28 Personen.
29,7 % der Bevölkerung waren unter 18 Jahre alt, 8,9 % von 18 bis 24, 32,7 % von 25 bis 44, 21,8 % von 45 bis 64, und 6,9 % die 65 Jahre oder älter waren. Das Durchschnittsalter war 33 Jahre. Auf 100 weibliche Personen aller Altersgruppen kamen 98,5 männliche Personen. Auf 100 Frauen im Alter von 18 Jahren und darüber kamen 95,0 Männer.

Das jährliche Durchschnittseinkommen eines Haushalts betrug 55.810 USD, das Durchschnittseinkommen einer Familie 60.034 USD. Männer hatten ein Durchschnittseinkommen von 46.118 USD gegenüber den Frauen mit 29.514 USD. Das Prokopfeinkommen betrug 21.178 USD. 7,5 % der Bevölkerung und 6,2 % der Familien lebten unterhalb der Armutsgrenze. Davon waren 8,4 % Kinder und Jugendliche unter 18 Jahren und 11,2 % waren 65 oder älter.